# بانک مرکزی مصر
بانک مرکزی مصر (عربی: البنك المركزي المصري) بانک دولتی مرکزی مصر است.